# Wouter van Dieren
Wouter van Dieren (Eindhoven, 15 april 1941) is een Nederlandse sociaal-psycholoog, journalist, ondernemer en voormalig milieu-activist.
Van Dieren heeft een reputatie als een belangrijke en tegelijk omstreden Nederlandse milieu-pionier. Hij houdt zich vooral bezig met duurzaamheid en innovatie. Van Dieren brengt geregeld nationale en internationale partijen uit bedrijfsleven, politiek en media met elkaar in gesprek.

## Loopbaan
Sinds 1968 is Van Dieren betrokken bij nationale of internationale milieu-activiteiten. 
In 1969 ontdekte en onthulde Van Dieren de plannen van de gemeente Amsterdam om 80% van de bebouwing van de volksbuurt de Jordaan te slopen. Er werd een actiecomité Jordaad gevormd en met hulp van Geurt Brinkgreve en steun van vele kunstenaars, kreeg dat binnen een jaar de plannen van tafel.
Als journalist werkte hij onder meer voor de NCRV. Voor deze omroep maakte hij van 1968 tot eind 1971 als producent televisieprogramma's met en over Godfried Bomans.
Bekendheid verwierf hij door het rapport van de Club van Rome uit 1971, De grenzen aan de groei, waarvan hij een concept-versie aan de Nederlandse pers doorspeelde en dit zo vroegtijdig onder de aandacht van het publiek bracht. In 1971 was hij medeoprichter en daarna voorzitter van Milieudefensie.
Hij richtte in 1985 het Instituut voor Milieu- en Systeemanalyse (IMSA) op, een onafhankelijk adviesbureau en denktank op het gebied van duurzaamheid en innovatie, waarvan hij tevens directeur was. De activiteiten van IMSA werden in 2015 beëindigd na een faillissement. 
Daarnaast bekleedt hij tal van andere functies. Zo is hij lid van de Club van Rome (sinds 1990) en van de Wereldacademie voor Kunsten en Wetenschappen. Van Dieren was in 2010 de initiatiefnemer van het jaarlijkse ecologische Springtij Forum op Terschelling. 
Van Dieren geldt als een van de architecten van de overeenkomst die heeft geleid tot instelling van het Waddenfonds (2006). Daarbij werd gaswinning bij Ameland toegestaan in ruil voor het instellen van een miljoenenfonds, waarmee de natuurkwaliteit van de Waddenzee en het draagvlak daarvoor bij de bevolking versterkt zouden moeten worden. Hierdoor konden onder andere de bedrijven die grootschalige kokkelvisserij in het gebied bedreven, uitgekocht worden. 
Sinds 2019 is hij directeur van denktank Inis Vitrin, van waaruit projecten rondom grondstoffenschaarste  en afremmen van de opwarming van de aarde (Blue Cooling Initiative) ontstaan en worden aangestuurd.

## Kritiek
Kritiek op van Dieren was er in 2004 in aanloop naar de instelling van het Waddenfonds, waarbij de gaswinning in de Waddenzee geaccepteerd werd, mede door het toedoen van Van Dieren.  Van Dieren raakte in 2015 in opspraak wegens vermeende belangenverstrengeling, toen hij voor een soortgelijke overeenkomst over mogelijke oliewinning bij Terschelling pleitte.  Van Dieren poogde zich te revancheren met een autobiografisch boek, dat werd uitgegeven door de Waddenacademie. Met name de bladen Quote en Down to Earth (van Milieudefensie) wijdden kritische artikelen aan hem.

## Publicaties
- Handboek voor vervuild Nederland (1972)
- Eten van Moeder Aarde (1974)
- Natuur is duur (1977)
- Het groene universum (1995)
- Taking Nature into Account – rapport Club van Rome (1995)
- Natuurgrenzen en Gebruiksgrenzen van de Waddenzee (2007)
- New Green Deal (2009)
- Het Waddenplein. Over schoonheid en verval, actie en verwaarlozing, verleden en toekomst (2015)
- (met Eric-Jan Tuininga) Van ouwe groenen en de dingen die voorbij gaan (2016)